# Société des eaux de Guinée
Pour les articles homonymes, voir SEG.
La Société des eaux de Guinée (SEG) est un établissement public de la république de Guinée crée en décembre 2001, chargé notamment de la distribution de l'eau potable aux centre urbaine sur l'ensemble du territoire.

## Liste des principales installations
| Lieu    | Commune(s) (quartier)          | Type                                   | SEG depuis | Illustration    |
| ------- | ------------------------------ | -------------------------------------- | ---------- | --------------- |
| Conakry | Ratoma (Chateau / Cité ENCO 5) | Agence de Ratoma (gestions de la zone) |            | SEG sur Commons |
| Conakry | Kaloum                         | Agence de kaloum                       |            |                 |
| Conakry | Dixinn                         | Agence de Dixinn                       |            |                 |
| Conakry | Matam                          | Agence de Matam                        |            |                 |
| Conakry | Matoto                         | Agence de Matoto                       |            |                 |
| Conakry | Matoto                         | Agence Yimbaya                         |            |                 |
| Kindia  | Dubréka                        | Agence Kountia                         |            |                 |
| Conakry | Ratoma                         | Agence Wanidara                        |            |                 |
| Conakry | Ratoma                         | Agence Cimenterie                      |            |                 |
| Kindia  | Forécariah                     | Agence de Forécariah                   |            |                 |
| Kindia  | Kindia                         | Agence de Kindia                       |            |                 |
| Mamou   | Mamou                          | Agence de Mamou                        |            |                 |
| Kankan  | Faranah                        | Agence de Faranah                      |            |                 |
| Conakry | Dixinn                         | Agence de Kissidougou                  |            |                 |
| Conakry | Dixinn                         | Agence de Guéckédou                    |            |                 |
| Conakry | Dixinn                         | Agence de Kankan                       |            |                 |
| Conakry | Dixinn                         | Agence de Macenta                      |            |                 |
| Conakry | Dixinn                         | Agence de N'zérékoré                   |            |                 |
| Conakry | Dixinn                         | Agence de Dalaba                       |            |                 |
| Conakry | Dixinn                         | Agence de Kérouané                     |            |                 |
| Conakry | Dixinn                         | Agence de Boké                         |            |                 |
| Conakry | Dixinn                         | Agence de Dabola                       |            |                 |
| Conakry | Dixinn                         | Agence de Pita                         |            |                 |
| Conakry | Dixinn                         | Agence de Kouroussa                    |            |                 |
| Conakry | Dixinn                         | Agence de Mali                         |            |                 |
| Conakry | Dixinn                         | Agence de Mandiana                     |            |                 |
| Conakry | Dixinn                         | Agence de Coyah                        |            |                 |
| Conakry | Dixinn                         | Agence de Dubréka                      |            |                 |
| Conakry | Dixinn                         | Agence de Siguiri                      |            |                 |
| Conakry | Dixinn                         | Agence de Dinguiraye                   |            |                 |
| Conakry | Dixinn                         | Agence de Labé                         |            |                 |
| Conakry | Dixinn                         | Agence de Koundara                     |            |                 |
| Conakry | Dixinn                         | Agence de Télimelé                     |            |                 |
| Conakry | Dixinn                         | Agence de Gaoual                       |            |                 |